# Hollingsted Sogn
Hollingsted Sogn (på tysk Kirchspiel Hollingstedt) er et sogn i Sydslesvig, tidligere i Arns Herred og delvis i Krop Herred (Gottorp Amt), nu i kommunerne Børm, Dørpsted, Hollingsted og Ellingsted i Slesvig-Flensborg Kreds i delstaten Slesvig-Holsten.
I Hollingsted Sogn findes flg. stednavne:
- Boghoved[1] (også Bokhøft, tysk Böckhoft)
- Bynge (Bünge)
- Børm (Börm)
- Børmkog (den største del)
- Dreizehn
- Dørpsted (Dörpstedt)
- Ellingsted (Ellingstedt)
- Frederiksfeld (Friedrichsfeld)
- Frederiksgrave (Friedrichsgraben)
- Hedekro (Heidkrug)
- Hollingsted (Hollingstedt)
- Morgenstjerne (Morgenstern)
- Ny Børm (Neuborm)
- Rømland